# Lenin in Polonia
Lenin in Polonia (Lenin v Pol'še) è un film del 1966 diretto da Sergej Jutkevič.

## Riconoscimenti
- Festival di Cannes 1966
  - Premio per la miglior regia